# Myosotidium hortensium
Myosotidium hortensium là loài thực vật có hoa trong họ Mồ hôi. Loài này được (Decne.) Baill. mô tả khoa học đầu tiên năm 1890.